# Agonum retractum
Agonum retractum är en skalbaggsart som beskrevs av Leconte 1848. Agonum retractum ingår i släktet Agonum och familjen jordlöpare. Inga underarter finns listade i Catalogue of Life.